# 張伯倫 (榮昌)

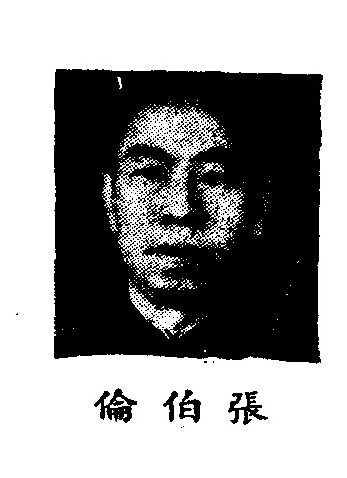

張伯倫（1903年—1971年）原名文睽，四川省荣昌县人，中华民国政治人物。

## 生平
張伯倫之先世自李自成亂後，由广东移民四川，耕读传家。民前九年（1903年）癸卯五月初四日，張伯倫出生。五岁时进入家乡的小學念书，在畢業後赴重慶升入川東師範學堂继续学习。因成绩優異，张伯伦成功留學法國蒙達尼工學院，獲工程師學位。時值第一次世界大战刚刚结束，中國共產黨利用華工成立於巴黎，来自四川隆昌的曾琦则以國家主義为號召，聯合留学歐洲的中国学生組織中國青年黨，与中国共产党对抗。張伯倫遂加入中国青年黨。
归國後，張伯倫歷任四川省立第二女子師範学校教務主任，萬縣南浦中學校長，遂寧師範學校校長，與中国共產黨繼續进行思想鬥爭。后来，被任命為潼南县縣長。1937年七七事变后，国民政府遷至重庆，張伯倫復轉任国民政府財政部食糧專賣局樂山及犍為分局局長。及武漢轉進，抗戰进入艱苦階段，吴佩孚陷于日军占领下的北平，備受日偽脅持。張伯倫乃潛赴北平，侍奉吴佩孚左右。吴佩孚去世時，对張伯倫说：「死了的好，死了的好。」又说：「日美必戰，中國必勝。」惟須嚴防中国共产党。張伯倫随即潛返四川，揭發日伪的罪惡，增强抗日士氣。
1946年3月1日，張伯倫出任国民政府立法院第四届立法委员。1946年11月，出任中国青年党的制宪国民大会代表。
1971年，張伯倫逝世。